# إليشا لورانس (سياسي)
إليشا لورانس (بالإنجليزية: Elisha Lawrence)‏ هو سياسي أمريكي، ولد في 1746، وتوفي في 23 يوليو 1799. حزبياً، نشط في الحزب الفيدرالي الأمريكي. وقد انتخب حاكم نيو جيرسي ‏ (25 يوليو 1790 – 29 أكتوبر 1790).